# Literatura en francés

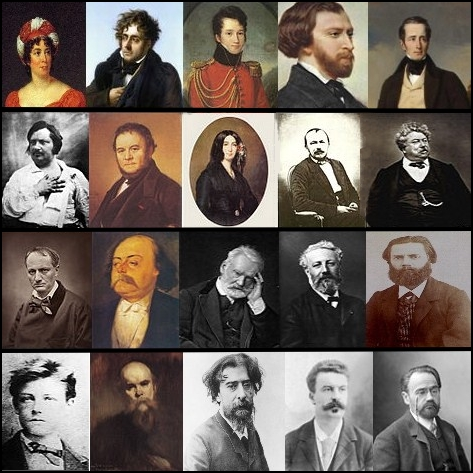
Escritores franceses del.

Toda literatura escrita en lengua francesa es considerada como literatura francófona. Sin embargo, con frecuencia el término se utiliza para designar solo a las obras de escritores francófonos no franceses, sean o no europeos (belgas, suizos, quebequenses, africanos, antillanos, etc.).
La literatura francesa forma parte de la literatura francófona, pero los escritores de nacionalidad francesa procedentes de departamentos de ultramar, como Aimé Césaire o Édouard Glissant, son curiosamente llamados escritores francófonos, y otros como Samuel Beckett (irlandés) o Eugène Ionesco (rumano) se encuentran clasificados como autores franceses. Tomada en esta acepción, la literatura francófona (es decir, en lengua francesa fuera de Francia), excepto los casos de Suiza y Bélgica, se desarrolla en principio como consecuencia de la emigración de francoparlantes, que comienza durante el siglo XVIII en Quebec y en las Antillas, continúa durante el XIX en Argelia (en este país aún hoy hay importantes autores en lengua francesa, como Yasmina Khadra y Boualem Sansal) y se prolonga hasta el siglo XX en las colonias francesas y belgas del resto de África. 
La influencia de la metrópoli ha sido intensa durante mucho tiempo, pero, a partir de los procesos independentistas de los años 60, los autores han iniciado también un proceso de emancipación creativa. Muchos de ellos son, además, difíciles de clasificar por nacionalidad, por haber vivido en varios países o ser de orígenes mestizos. Por ejemplo, se puede hablar de literatura guadalupano-senagalesa (Myryam Warner-Vieyra), o haitiano-quebequesa (Emille Olivier). También obras como las de Albert Camus o Marguerite Yourcenar muestran que la nacionalidad no es la única manera de identificar a los autores. Pero si la obra está escrita en lengua francesa, pertenecen a la literatura francófona.